# Heaven (cançó de Depeche Mode)
«Heaven» és el cinquantè disc senzill del grup anglès de música electrònica Depeche Mode, el primer de l'àlbum Delta Machine, publicat el 31 de gener de 2013 en format digital, i un dia després en format físic.
És un tema compost per Martin Gore i produït per Ben Hillier. Es tracta d'una balada trista asseguda en un so blues.
La cara-B del senzill fou «All That's Mine», escrit pel cantant David Gahan i Kurt Uenala.
Va tenir un èxit destacat a Itàlia, on fou certificat amb un disc d'or per la FIMI després de superar les 15.000 descàrregues digitals.

## Vídeo promocional
El videoclip de «Heaven» va ser dirigit per Timothy Saccenti, qui prèviament havia dirigit el collage "In-Studio Collage 2012" pel tema «Angel», presentat en la conferència de premsa a París on es va anunciar la gira 2013 del grup. Es va filmar al The Marigny Opera House, una antiga església catòlica del barri Faubourg Marigny de Nova Orleans. Mostra a la banda tocant en un ampli recinte tancat, com a quartet, amb David Gahan cantant, el bateria Christian Eigner fent el propi, Martin Gore en la guitarra i Andrew Fletcher en una pianola, barrejats amb imatges oníriques que, d'alguna manera, recorden personatges d'òpera prevalent el color negre amb detalls en blanc, si bé tot el curt és a color. És la quarta ocasió que Christian Eigner apareix amb el grup en un vídeo. El conjunt d'imatges fa una lleu referència a temes sacres, després de tot el títol del tema és en català "cel". Fou estrenat a VEVO l'1 de febrer de 2013.

## En directe
El tema va estar present en totes les dates de la gira Delta Machine Tour, sempre com el número onze a aparèixer, en una interpretació molt similar a la seva versió de l'àlbum donat la seva producció poc complicada.
Addicionalment, per la gira Delta Machine Tour el tema va ser interpretat amb una projecció de fons realitzada pel director neerlandès llargament associat a Depeche Mode, Anton Corbijn.

## Llista de cançons
12": Columbia/Mute 88765 49171 1 (Regne Unit, Estats Units)
1. "Heaven" (Blawan Dub) − 7:14
2. "Heaven" (Owlle Remix) − 4:48
3. "Heaven" (Steps To Heaven Voxdub) − 6:11
4. "Heaven" (Matthew Dear Vs. Audion Instrumental Mix) − 6:10

CD: Columbia/Mute 88765 46157 2 (Regne Unit, Estats Units)
1. "Heaven " − 4:03
2. "All That's Mine " − 3:23

CD: Columbia/Mute 88765 47537 2 (Regne Unit, Estats Units)
1. "Heaven " − 4:03
2. "Heaven" (Owlle Remix) − 4:48
3. "Heaven" (Steps To Heaven Voxdub) − 6:11
4. "Heaven" (Blawan Dub) − 7:14
5. "Heaven" (Matthew Dear Vs. Audion) − 5:59

- Totes les cançons foren compostes per Martin Gore.

## Posicionament en llistes
| Llista (2013)                    | Posició |
| -------------------------------- | ------- |
| Alemanya                         | 2       |
| Espanya                          | 11      |
| Estats Units (Alternative Songs) | 33      |
| Estats Units (Rock Songs)        | 43      |
| França                           | 27      |
| Itàlia                           | 24      |
| Regne                            | 60      |